# Macrodorcas pseudaxis
Macrodorcas pseudaxis es una especie de coleóptero de la familia Lucanidae.

## Distribución geográfica
Habita en Tailandia, Laos, Vietnam y  Hunan.